# Wielki mały człowiek
Wielki mały człowiek – utwór muzyczny polskiego zespołu 2 plus 1 z 1984 roku.

## Historia
Piosenkę napisali Janusz Kruk (muzyka) i Andrzej Mogielnicki (słowa). Jest ona utrzymana w stylu synthpopowym, a główny wokal obejmuje w niej Elżbieta Dmoch. Została wydana na singlu Tonpressu w 1984 roku jako „Mały wielki człowiek”, z utworem „Cudzy ogień nie grzeje” na stronie B. W roku 1985 trafiła na dziewiątą płytę zespołu, Video, wydaną przez Savitor. Utwór spotkał się z dużą popularnością, docierając do miejsca pierwszego zestawienia Radiowa piosenka tygodnia na antenie Programu I Polskiego Radia i dwukrotnie zdobywając szczyt Telewizyjnej listy przebojów. „Wielki mały człowiek” był ostatnim tak wielkim przebojem zespołu i pozostaje obecnie jedną z najpopularniejszych piosenek w repertuarze 2 plus 1.
W roku 2014 utwór ten został nagrany przez polski zespół Bisquit na ich płytę Lilly i został pierwszym singlem promującym wydawnictwo.
W 2021 roku cover utworu nagrał zespół Three Of Us.

## Lista ścieżek
- Singel 7"[2][3]

A. „Mały wielki człowiek”
B. „Cudzy ogień nie grzeje”

## Pozycje na listach przebojów
| Lista                              | Pozycja |
| ---------------------------------- | ------- |
| Radiowa lista przebojów Programu I | 1       |
| Lista przebojów Programu Trzeciego | 13      |
| Telewizyjna lista przebojów        | 1       |